# Moyale
Moyale (Oromo: Mooyalee, amharisch ሞያሌ) ist eine Kleinstadt an der Grenze zwischen Kenia und Äthiopien. Sie ist zwischen der Oromia-Region Äthiopiens und dem Marsabit County geteilt, ein trockenes Flussbett trennt den äthiopischen und den kenianischen Teil.

## Bevölkerung
Im äthiopischen Teil der Stadt lebten nach Zahlen der Zentralen Statistikagentur für 2005 25.038 Einwohner (13.665 Männer und 11.373 Frauen). Gemäß Erhebung von 1994 waren die fünf größten ethnischen Gruppen in Moyale Oromo (rund 38 %), Burji (17 %), Amhara (16,5 %), Wolaytta (4,8 %) und Silt'e (4,3 %), kleinere Gruppen stellten zusammen 19,7 %. Die Muttersprache war für 49,5 % der Einwohner Oromo, für 21,8 % Amharisch, für 10 % Burji, 4 % Wolaytta und 3,6 % Silt'e; 11,2 % hatten eine andere Muttersprache. Der kenianische Teil hatte gemäß Volkszählung 1999 13.944 Bewohner.

## Geschichte
1905 entsandte Sir John Harrington einen Griechen namens Zaphiro an den Grenzposten Fort Harrington von Britisch-Ostafrika. Die britische Kolonialmacht beendete damit das weitere Vordringen Äthiopiens nach Süden. Sie gewährte zudem Oromo und Gabbra Zuflucht, die vor der äthiopischen Herrschaft in das britische Gebiet flohen.
Der Ort wurde zum bedeutenden Handelszentrum zwischen dem Gebiet der Borana-Oromo (einem wichtigen Rinderzuchtgebiet) und anderen äthiopischen Gebieten einerseits und Britisch-Ostafrika andererseits, zu dem bis 1925 auch der Hafen von Kismaayo gehörte.
Im Zweiten Weltkrieg griff das faschistische Italien, das Äthiopien besetzt hielt, 1940 die in Fort Harrington stationierten King’s African Rifles an. Diese mussten das Fort zunächst verlassen, um es anschließend mit Verstärkung aus dem Süden wieder einzunehmen.
In jüngerer Zeit gibt es wiederum Spannungen zwischen Äthiopien und Kenia. Äthiopien wirft der kenianischen Seite vor, Kämpfer der separatistischen Oromo-Befreiungsfront zu beherbergen. Kenia beschuldigt seinerseits Äthiopien, illegal Sicherheitskräfte über die Grenze zu schicken. 1999 wurde im kenianischen Stadtteil ein Imam erschossen, der als Sympathisant der OLF verdächtigt wurde. Daraufhin kam es zu Demonstrationen. In beiden Teilen von Moyale leben infolge der Konflikte in der Region zahlreiche Flüchtlinge.